# Paso de la Palma
Paso de la Palma är en ort i Mexiko.   Den ligger i kommunen Tierra Blanca och delstaten Veracruz, i den sydöstra delen av landet, 300 km öster om huvudstaden Mexico City. Paso de la Palma ligger 48 meter över havet och antalet invånare är 218.
Terrängen runt Paso de la Palma är platt, och sluttar österut. Runt Paso de la Palma är det ganska tätbefolkat, med 65 invånare per kvadratkilometer. Trakten runt Paso de la Palma består till största delen av jordbruksmark.